# Selección femenina de voleibol sub-18 de Checoslovaquia
La selección femenina de voleibol sub-18 de Checoslovaquia representó a Checoslovaquia en el voleibol femenino sub-18 y fue regida por la Federación Checoslovaca de Voleibol, era un miembro de la Federación Internacional de Voleibol (FIVB) y también una parte de Confederación Europea de Voleibol (CEV).

## Participaciones

### Campeonato Mundial
| Campeonato Mundial de Voleibol Femenino Sub-18 | Campeonato Mundial de Voleibol Femenino Sub-18 |
| Año                                            | Pos.                                           |
| ---------------------------------------------- | ---------------------------------------------- |
| 1989                                           | No clasificó                                   |
| 1991                                           | 5°                                             |
| Total                                          | 1/2                                            |

El equipo nacional de voleibol femenino sub-18 de Checoslovaquia no compitió en ningún Campeonato Europeo juvenil porque el equipo se disolvió a fines de 1992 antes del primer campeonato europeo juvenil que tuvo lugar en 1995.